# Дереволаз
Дереволаз (Dendrobates) — рід безхвостих родини дереволазів (Dendrobatidae),  що поширені в Центральній і Південній Америці. Dendrobates раніше містив понад 40 видів, але більшість з них відійшла до родів Oophaga, Ranitomeya і Phyllobates. Отруйні амфібії.
Станом на 2006 рік рід включає лише 6 видів
- Dendrobates auratus — Дереволаз золотий (Girard, 1855)
- Dendrobates azureus  — Дереволаз блакитний Cuvier, 1797
- Dendrobates leucomelas — Дереволаз священний Steindachner, 1864
- Dendrobates nubeculosus Jungfer and Bohme, 2004
- Dendrobates tinctorius — Дереволаз плямистий (Schneider, 1799)
- Dendrobates truncatus (Cope, 1861)